# 鉱物鑑定士
鉱物鑑定士（こうぶつかんていし）は、鉱物に関する知識普及を行う指導者を養成する目的で、1996年（平成8年）に公益財団法人益富地学会館が設けた認定制度である。

## 概要
8級から1級までの試験があり、漢検や英検のように飛び級は出来ない。従って既に上級者であっても8級から順番に受検しなければならず鑑定士になるためには複数年を要する。但し、8級の試験を不合格になっても講習を受けることで9級の認定は与えられる。
9級から4級までを鉱物鑑定士補、3級以上を鉱物鑑定士と称する。1級及び2級の受検要件として鑑定士としての活動実績や研究論文の発表などが必要になるため、実質的には3級がアマチュアが取得できる限界である。
受検における壁が6級試験で約3分の1程度しか合格できない。その後5級・4級とふるい落され、8級を受検した者のうち2%程度しか3級以上なることができない。
2016年6月に東京都千代田区の小学6年生（11歳）が鉱物鑑定士3級に史上最年少で合格している。

## 2級の受検資格基準
以下の基準1及び2を満たすこと。
- 基準1：鉱物鑑定士3級として益富地学会館主催の「鉱物鑑定検定」や野外採集会などの指導実績がある者（ポイント制で合計100点以上）。
「鉱物鑑定検定講師」10点、「鉱物鑑定検定補助」5点、「研究会や採集会講師」5点、「地学研究などの報文」5点、「地学研究などの論文」10～100点、「鉱物鑑定や地学教室の講師」5点
- 基準2：鉱物鑑定士2名の推薦、『地学研究』などに鉱物に関する研究発表を1回以上行っている者、500種以上の鉱物標本を所有している者または管理している者（これらをすべて満たす者）。